# Murder Is My Business
Pour plus de détails, voir Fiche technique et Distribution.
Murder Is My Business est un film américain réalisé par Sam Newfield, sorti en 1946, avec Hugh Beaumont, Cheryl Walker, Lyle Talbot et George Meeker dans les rôles principaux. Il s'agit de la première des cinq réalisations consacré aux aventures du détective privé Mike Shayne et produite par la Producers Releasing Corporation avec Hugh Beaumont dans le rôle principal.

## Synopsis
Le détective privé Michael Shayne (Hugh Beaumont) est en conflit avec le chef de la police local, Pete Rafferty (Ralph Dunn (en)). Ce dernier menace de fermer l'agence de Shayne. Et Shayne aggrave son cas en étant mêlé à une affaire de meurtre. Sa secrétaire, Phyllis Hamilton (Cheryl Walker), lui vient en aide.

## Fiche technique
- Titre original : Murder Is My Business
- Réalisation : Sam Newfield
- Scénario : Fred Myton d'après le roman C’est mort et ça ne sait pas (The Uncomplaining Corpse) de Brett Halliday
- Photographie : Jack Greenhalgh
- Musique : Leo Erdody (en)
- Montage : Holbrook N. Todd (en)
- Décors : William E. McLane
- Direction artistique : Edward C. Jewell
- Producteur : Sigmund Neufeld
- Société de production : Producers Releasing Corporation
- Pays d'origine : États-Unis
- Format : Noir et blanc
- Genre cinématographique : Film policier, film noir
- Durée : 64 minutes
- Date de sortie :
  - États-Unis : 7 mars 1946

## Distribution
- Hugh Beaumont : le détective privé Michael Shayne
- Cheryl Walker : Phyllis Hamilton
- Lyle Talbot : Buell Renslow
- George Meeker : Carl Meldrum
- Pierre Watkin : Arnold Ramsey
- Richard Keene : Tim Rourke
- David Reed : Ernest Ramsey
- Carol Andrews : Mona Tabor
- Julia McMillan : Dorothy Ramsey
- Helene Heigh : Eleanor Renslow Ramsey
- Ralph Dunn (en) : détective Pete Rafferty
- Parker Garvie : Joe Darnell
- Virginia Christine : Dora Darnell

Et, parmi les acteurs et actrices non crédités :
- Jack Chefe
- Donald Kerr
- Broderick O'Farrell

## Autour du film
- Entre 1946 et 1947, la compagnie PRC produit une série de cinq films consacrés aux aventures du détective privé Mike Shayne créé par le romancier américain Brett Halliday. Ce personnage est interprété par Hugh Beaumont et ce film est le premier de la série. Une précédente série fut produite par la 20th Century Fox entre 1940 et 1942 avec Lloyd Nolan dans le rôle principal.

## Source
- (en) Ron Backer, Mystery Movie Series of 1940's Hollywood, Jefferson, McFarland, 2010, 329 p. (ISBN 978-0-7864-4864-7), p. 105-106.